# Pallas Kunaiyi-Akpannah

Pallas Kunaiyi-Akpannah née le 12 juillet 1997 est une joueuse de basket-ball nigériane.  Elle joue pour l'équipe italienne de Seria A Faenza Basket Project.

## Biographie
Pallas Daemi Kunaiyi-Akpannah est née le 12 juillet 1997 au Port Harcourt au Nigeria .

## Études
Kunaiyi-Akpannah a commencé ses études secondaires dans un internat au Nigeria.

## Début
Elle commence le basket-ball à l'âge de 14 ans, elle participe à un camp de basket-ball Hope pour les filles organisé par Mobolaji Akiode à Abuja au Nigeria .

## Carrière
Kunaiyi-Akpannah joue au basket-ball universitaire pour les Wildcats de Northwestern où elle était coéquipière avec le cinquième choix global de la draft 2017 Nia Coffey .  Elle fait une moyenne de moins de 4 points par match et également une moyenne de 9,3 rebonds par match dans quatre matchs du Big Ten Tournament. Une moyenne qui monte à 1,6 points et 3,8 rebonds par match. Dans son année junior, elle est deuxième dans la Big Ten avec 11,3 points et 11,9 rebonds par match, et ses 18 double-doubles ont été huitième dans la nation.  Lors de la dernière année, elle est nommée dans la première équipe All-Big Ten par les médias, après avoir terminé troisième de la conférence pour les rebonds et et 13ème au niveau national avec 11 rebonds, tout en augmentant son score à 11,1 points. En 2019, Kunaiyi-Akpannah signe un contrat de camp d'entraînement par l'équipe WNBA Chicago Sky. Le 28 mai 2020, elle signe à Namur-Capitale pour la saison 2020-2021.

## Palmarès
- Vainqueur du Championnat d'Afrique féminin de basket-ball 2021 avec le Nigeria
- Vainqueur du Championnat d'Afrique féminin de basket-ball 2023 avec le Nigeria